# Xiphinematidae
Xiphinematidae är en familj av rundmaskar. Xiphinematidae ingår i ordningen Dorylaimida, klassen Adenophorea, fylumet rundmaskar och riket djur.
Familjen innehåller bara släktet Xiphinema.